# Kid Verlag
Der Kid Verlag ist ein Literaturverlag mit Sitz in Bonn. Er wurde 1990 von Hans Weingartz gegründet.

## Entstehungsgeschichte und Programm
Der Gründung des Kid Verlags ging am 20. November 1989 die Verabschiedung der UN-Kinderrechtskonvention durch die UN-Vollversammlung voraus. Wenige Wochen später, am 26. Januar 1990, brachte der Bonner Verlag die Kinderrechte im Wortlaut als Broschüre heraus. Zwei Jahre bevor die Bundesrepublik Deutschland die Konvention ratifizierte. Nach der Kinderkonvention bestand das Verlagsprogramm aus Titeln rund um das Thema Kinder und Jugendliche: Geschichten für – auch von – Kindern und Jugendlichen und Sachbücher zum Thema Bildung, Erziehung – und eben Kinderrechte.
Nach zehnjähriger reger Verlagstätigkeit folgten dann zehn Jahre ohne neue Titel. Die bis zu diesem Zeitpunkt erschienenen Bücher wurden weiter verkauft, es kamen aber keine neuen dazu. Ende 2011 begann ein neuer Abschnitt in der Verlagsgeschichte. Das Portfolio des Kid Verlages ist seitdem breiter gefasst. Neben „klassischen“ Kid-Titeln sind seit 2011 Bildbände, Sachbücher, Regionalia und belletristische Titel erschienen, wobei der Schwerpunkt auf Belletristik liegt.
Nach dem Tod von Verleger Hans Weingartz im November 2024 scheiterten die Versuche seiner Familie zunächst, einen Nachfolger zu finden. Der Verlag stand vor der Auflösung. Im Juli 2025 übernahm schließlich die Bonner Druckerei Brandt mit ihrem angeschlossenen Verlag den Kid Verlag.

## Aktivitäten und Sponsoring
Der Kid Verlag gehörte mit der Brotfabrik Bonn zu den Initiatoren der Bonner Buchmesse, die 2016 das erste Mal stattfand. Der Verlag sponserte das 1. Literaturcamp in Bonn.
Zwei Literaturwettbewerbe unterstützte der Kid Verlag durch die Herausgabe von Beiträgen von Teilnehmern:
- Seit 2015 erschienen Anthologien des Bad Godesberger Literaturwettbewerbs.[4]
- 2017 erschien zum ersten Mal eine Sammlung von Gedichten des Wettbewerbs Wachtberger Kugel – Preis für Komische Lyrik.[5]

## Autoren
Folgende Autoren haben im Kid Verlag publiziert:
- Ulrich Bergmann
- Ekkehard von Braunmühl
- Harald Gesterkamp
- Barbara Hundgeburt
- Ursula Kosser
- Monika Lamers
- Herbert Pelzer
- Klaus Pawlowski
- Theodor Payk
- Doro Pass-Weingartz
- Herbert Reichelt
- Georg Schwedt
- Lisa Sommerfeldt
- Manfred van Rey
- Klaus Vater
- Johannes Wilkes

## Books on Demand im Kid Verlag
Seit 2018 bietet der Verlag Selfpublishern die Produktion und den Vertrieb ihrer Bücher an. Die Selbstpublikationen erscheinen unter dem Label Books on Demand im Kid Verlag. Folgende Autoren haben Books on Demand im Kid Verlag publiziert:
- Hans-Dieter Arntz
- Alexander Mühlen
- Dieter Rasch
- Walter Ullrich